# Humanity (песня Scorpions)
Humanity (с англ. — «человечество») — сингл группы Scorpions, позже вошедший в альбом Humanity: Hour I. Премьера произведения состоялась 24 марта 2007 года в Брюсселе, Бельгия на специальном концерте, посвященному 50-летию подписания Римского договора, который стал основой для создания Европейского союза. Работа над Humanity интенсивно шла в ходе концертов 2006 года.

## Тематика
Альбом базируется на истории, разработанной продюсером альбома Дезмондом Чайлдом и писателем-футуристом Лиамом Карлом, согласно которой мир будущего окажется поглощённым войной между людьми и роботами. Этот апокалиптический кошмар служит предостережением всему человечеству. Композиция «Humanity» выносит основную мысль альбома: «если мы не изменим нашу жизнь — она перейдёт в ужасное состояние».

## Продвижение и признание
Песня получила хороший прием и короткое, но широкое распространение на хард-рок-радиостанциях, но этому препятствовала репутация Scorpions как «классической рок-группы». Музыкальное видео соответствует теме песни: группа играет на сцене с фоном, похожим на судный день, есть экраны, которые показывают человеческие страдания, как во время терактов 11 сентября. В Индии было снято альтернативное видео, состоящее из изображений, снятых обычными людьми. Видео транслировалось по каналу VH1.